# Perfect Strangers (album)
| Recensione                                                                   | Giudizio |
| ---------------------------------------------------------------------------- | -------- |
| AllMusic                                                                     | [ 6 ]    |
| Rolling Stone                                                                | [ 7 ]    |
| Martin's Popoff The Collector's Guide to Heavy Metal: Volume 2: The Eighties | 10/10    |

Perfect Strangers è l'undicesimo album di studio dei Deep Purple, pubblicato nell'ottobre del 1984. L'album segna il loro ritorno sulle scene della Mark II ed è il disco di maggior successo dalla reunion.

## Storia
Ritchie Blackmore e Roger Glover arrivavano dai Rainbow, Ian Gillan dai Black Sabbath, Jon Lord dai Whitesnake e Ian Paice dalla backing band di Gary Moore. A differenza, dei dischi precedenti della Mark II, solo una canzone del disco, Nobody's Home, è attribuita a tutti e cinque i membri della formazione. Gillan e Glover tentarono infatti di ristabilire la vecchia abitudine della band di attribuire i crediti per la scrittura a tutti i membri della formazione, ma incontrarono la ferma opposizione di Blackmore. La formazione sopravviverà fino al 1990 e si riunirà una terza e ultima volta nel 1993, dopo l'abbandono definitivo di Blackmore dal progetto.
Dopo la pubblicazione di Who Do We Think We Are nel 1973, la Mark II si era sciolta a causa di forti dissapori interni, in particolare tra Gillan e Blackmore. Gillan e Glover erano stati sostituiti, rispettivamente, da David Coverdale e Glenn Hughes. Questa formazione, detta Mark III, registrò due dischi (Burn e Stormbringer) prima dell'abbandono di Blackmore, che fu sostituito con Tommy Bolin per un ultimo disco, Come Taste The Band. La Mark IV ebbe una vita ancor più breve e travagliata e la band si sciolse prima ancora della morte prematura di Tommy Bolin, avvenuta nel 1976.
Al di là delle sorti della band, nel corso di questi undici anni, i membri della Mark II sono rimasti attivi in innumerevoli progetti musicali in qualità di protagonisti o collaboratori, che li portarono a incontrarsi di nuovo in altri progetti. Glover iniziò fin da subito una prolifica attività in qualità di produttore (Elf, Rainbow, Judas Priest, Ian Gillan Band, Nazareth, David Coverdale). Nel 1974 esordì con The Butterfly Ball and the Grasshopper's Feast, un concept album la cui rappresentazione teatrale vide di nuovo al fianco Gillan, Glover, Lord e la partecipazione di altri Purple, tra cui Hughes e Coverdale. Successivamente, Paice e Lord si ritroveranno di nuovo assieme negli Whitesnake (dal 1979 al 1982). Blackmore, per conto suo, dopo l'abbandono dei Purple trovò di nuovo la fortuna con i suoi Rainbow, in cui si riunirà a Glover chiamandolo a sé come bassista nel 1978. Le prime avvisaglie di una riunion si hanno nel 1979 quando, in seguito all'abbandono di Dio dai Rainbow, Blackmore offrì il posto di cantante a Gillan, il quale rifiutò, ma accettò di condividere il palco per alcune jam session col vecchio compagno per tre notti al Marquee Club. Gillan, dopo una serie di iniziative imprenditoriali infruttuose, aveva formato la Ian Gillan Band, una formazione orientata verso un art-rock fortemente influenzato dal jazz, che pubblicò album che incontrarono le lodi della critica ma non il successo di pubblico. In seguito, riformata la formazione a nome Gillan, riuscì a raggiungere il successo commerciale per poi dover abbandonare la formazione all'apice, a causa del danneggiamento delle corde vocali, nel 1982. In seguito, l'adesione alla formazione di un supergruppo con gli ex membri dei Black Sabbath impedì ancora una volta la speranza di una reunion. L'album alla fine uscì a nome Black Sabbath e il cantante abbandonò la formazione durante la seconda parte del tour, non percependosi come il cantante adatto per la band.
Dopo che tutti ebbero accettato l'invito da parte di Blackmore di riformare la band, i Deep Purple iniziarono a provare nella sala di Bedford. Sulla reunion, il bassista Roger Glover ha dichiarato: «Beh, per sei anni circa sono stato fortemente contro. Sono andato agli incontri che abbiamo tenuto inizialmente, con una mentalità del 50 % in favore e 50% contrario. Quando ci siamo seduti tutti al tavolo, tutti e cinque, - questo può sembrare stupido - ma ho cominciato subito a sentire un sentimento magico, una scintilla di eccitazione nell'aria. Così ho cominciato ad andare da quel 50/50 ad un 70/30. E poi, subito dopo aver suonato un po' di tempo insieme, sono diventato del 100% a favore. Sul serio, è stato così bello.»
Blackmore, da parte sua, dichiarò di essere stato fortemente colpito dalla reunion degli Yes e dal suono di chitarra di Rabin nel disco 90125. Inoltre dichiarò che la band puntò sulla produzione del bassista in quanto «non vogliamo una sonorità patinata, vogliamo che l'album suoni come una versione anni '80 di Machine Head. E siamo abbastanza soddisfatti dai risultati.»
In copertina sono raffigurate le iniziali del nome del gruppo "D" e "P" e in basso il titolo dell'album scritto in rosso, su sfondo nero.
La versione in CD ed in cassetta dell'album contengono la bonus track Not Responsible, una delle poche canzoni dei Deep Purple a contenere parolacce (nella fattispecie, la parola "fucking"). L'album è stato remasterizzato e ripubblicato il 22 giugno del 1999 con l'aggiunta della traccia strumentale Son of Alerik, precedentemente disponibile come B-side del singolo Perfect Strangers del 1984.

## Accoglienza
L'album fu un successo commerciale e raggiunse la quinta posizione negli UK e la diciassettesima nel Billboard 200 degli USA. Inoltre, raggiunse la prima posizione in Svizzera per tre settimane, la seconda in Germania e Norvegia, la terza in Svezia, la quinta in Austria, Francia e nella Official Albums Chart e la nona in Italia. Perfect Strangers fu l'unico altro album dopo Machine Head a raggiungere la certificazione di Disco di Platino negli USA.
Nonostante il successo di vendite, l'album ricevette recensioni contrastanti. Deborah Frost di Rolling Stone in una recensione dell'epoca osservò che, con l'eccezione dei due singoli, «il materiale consiste in jam frettolose e poco autentiche» e si domandava se la pubblicazione fosse stata fatta «per incassare cavalcando la mania dell'heavy metal». Allo stesso tempo dichiarò che «la chitarra di Blackmore ha un gran ruggito se la lasciate riverberare nei vostri padiglioni auricolari per un poco. Ed è bello ascoltare ancora una volta le raffiche dell'organo non-sintetizzato di Jon Lord, l'elettrizzante drumming di Ian Paice, gli ululati ed i sospiri di Ian Gillan e le linee di basso solide di Roger Glover» nonostante «al posto di Glover, un produttore esterno avrebbe potuto forzare la band a rafforzare i riff e gli arrangiamenti.»
Il giornalista canadese Martin Popoff elogiò l'album del ritorno con «accenna solamente agli anni '70 e si concentra di più sulla scrittura dei brani che sulle dimostrazioni di tecnica», piazzando i Deep Purple come «un punto di riferimento al genere metal pur senza far parte della categoria.»
«Un bel momento da ricordare», suggerì Glover, «ma, come album, non funziona molto bene.»

## Tour

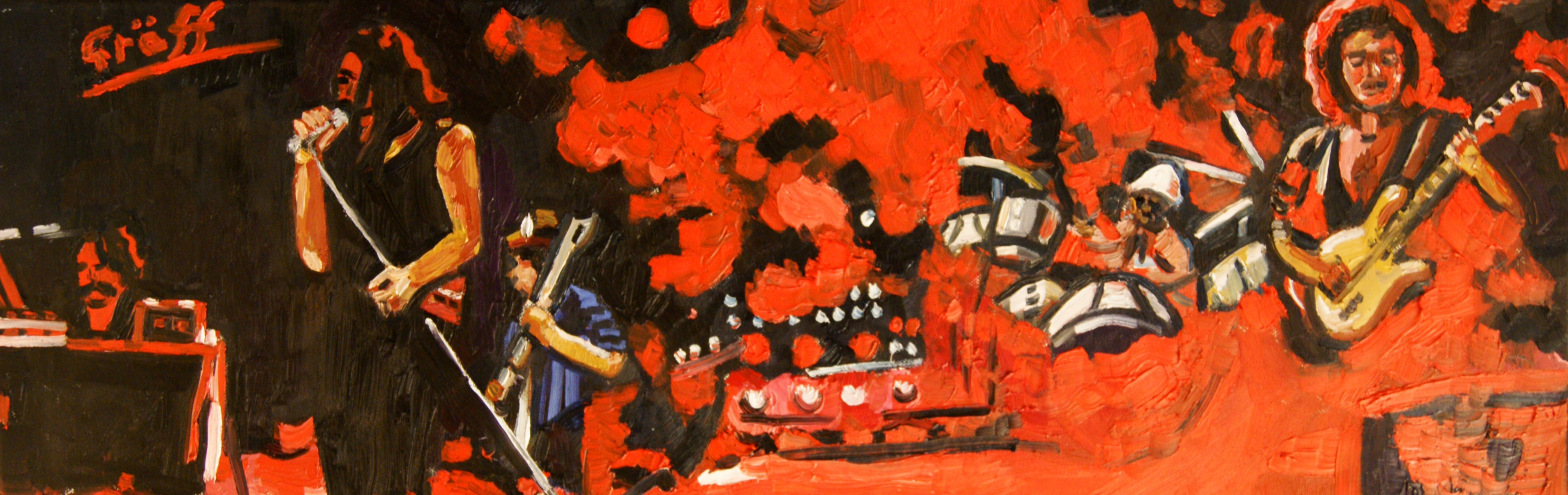
"Deep Purple, Perfect Strangers Reunion 27. 11. 1984, Perth", dipinto da Matthias Laurenz Gräff

Il tour di promozione ebbe un enorme successo e fu secondo, in termini di vendite, solo a quello di Bruce Springsteen. La band dovette prenotare molte altre date nelle arene statunitensi in quanto ogni spettacolo andava rapidamente sold out. Durante le date del tour, i Deep Purple eseguirono per lo più brani storici dal repertorio della Mark II accanto a pochi brani tratti dall'ultimo disco. In alcune occasioni, veniva incluso anche una versione estesa dello strumentale Difficult to Cure (contenente il tema della Nona sinfonia di Beethoven). Le scalette erano molto simili a quella del disco live Nobody's Perfect. Nel corso delle varie esibizioni, la band spesso improvvisava dei medley allungando la durata dei pezzi. Una delle novità introdotta nel tour era la citazione del tema di Superstar dal musical Jesus Christ Superstar durante la parte strumentale di Strange Kind Of Woman, che rendeva omaggio alla partecipazione di Gillan alle registrazioni del musical nel 1970. Dal tour fu pubblicato un bootleg intitolato Live At Knebworth '85, conosciuto anche come In The Absence of Pink e pubblicato nel 1991. Dopo l'abbandono di Blackmore nel 1993, la band ricominciò a scegliere liberamente le scalette, pur mantenendo il veto di Gillan nei confronti dei brani delle formazioni della Mark III e IV.

## Tracce
Tutte le canzoni sono scritte da Blackmore, Gillan e Glover eccetto laddove indicato. Le ultime due tracce erano escluse dalla pubblicazione in vinile. Not Responsible fu pubblicata nella versione in CD ed in cassetta del disco. Son Of Alerik, inizialmente pubblicato come B-Side del singolo Perfect Strangers, fu poi incluso come bonus track nella riedizione del 1999.
1. Knockin' at Your Back Door – 7:09
2. Under The Gun – 4:40
3. Nobody's Home – 4:01 (Blackmore, Gillan, Glover, Lord e Paice)
4. Mean Streak – 4:22
5. Perfect Strangers – 5:31
6. A Gipsy's Kiss – 5:14
7. Wasted Sunset – 3:58
8. Hungry Daze – 5:01
9. Not Responsible – 4:53
10. Son Of Alerik – 10:01 (musica: Blackmore)

## Formazione
- Ian Gillan - voce
- Ritchie Blackmore - chitarra
- Jon Lord - organo, tastiere e synth
- Roger Glover - basso
- Ian Paice - batteria

## Classifiche

### Classifiche settimanali
| Classifica (1984/85) | Posizione massima |
| -------------------- | ----------------- |
| Australia            | 19                |
| Austria              | 5                 |
| Canada               | 22                |
| Finlandia            | 7                 |
| Francia              | 5                 |
| Germania             | 2                 |
| Italia               | 9                 |
| Norvegia             | 2                 |
| Nuova Zelanda        | 12                |
| Paesi Bassi          | 16                |
| Regno Unito          | 5                 |
| Stati Uniti          | 17                |
| Svezia               | 3                 |
| Svizzera             | 1                 |

### Classifiche di fine anno
| Classifica (1984) | Posizione |
| ----------------- | --------- |
| Italia            | 68        |
| Classifica (1985) | Posizione |
| Germania          | 42        |
| Stati Uniti       | 62        |
| Svizzera          | 23        |